# Siegfried Eck
Siegfried Eck (* 25. Mai 1942 in Dohna; † 11. September 2005 in Dresden) war ein deutscher Ornithologe.

## Leben
Eck besuchte von 1948 bis 1956 die Grundschule in Dresden-Niedersedlitz. Von 1956 bis 1958 absolvierte er eine Landwirtschaftslehre im volkseigenen Gut Dresden-Pillnitz. Von 1958 bis Januar 1967 schloss sich eine Tätigkeit als Tierpfleger im Zoo Dresden an, wo er seinen Facharbeiterabschluss erlangte. Im Februar 1967 wurde er Mitarbeiter am Museum für Tierkunde Dresden, wo er zunächst als Konservator die Vogel- und Säugetierabteilung betreute und ab 1995 als Kurator allein für die Vogelsammlung verantwortlich war. 2002 wurde er zum Leiter der Abteilung Wirbeltierzoologie des Museums für Tierkunde Dresden befördert. 
Eck war Mitglied der Nomenklaturkommission (Standing Committee on Ornithological Nomenclature, SCON) des International Ornithological Committee und Vizepräsident der Erwin-Stresemann-Gesellschaft für paläarktische Avifaunistik.
Eck war ein Experte für die Vögel der Paläarktis. Sein Hauptinteresse galt der individuellen und geographischen Variabilität von Singvögeln und den aktuellen Interpretationen von Artkonzepten.  
Eck wies darauf hin, dass viele Singvogelgruppen eine noch ungeklärte morphologische Verwandtschaft aufweisen. Er sprach von geographischer und morphologischer Vikarianz. Seine Analysen umfassten sowohl einzelne Taxa als auch ganze Faunen. Eck war Autodidakt, da er nie ein Universitätsstudium absolviert hatte. Im Jahr 1968 wurde er Mitglied der Deutschen Ornithologen-Gesellschaft und 1988 korrespondierendes Mitglied der American Ornithologists’ Union. Im Jahr 2002 verlieh ihm die Johannes Gutenberg-Universität Mainz den Doktor der Naturwissenschaften ehrenhalber (Dr. rer. nat. h.c.) in Würdigung seiner herausragenden wissenschaftlichen Arbeiten über  Morphologie und Systematik der paläarktischen und asiatischen Vögel. 
1973 veröffentlichte Eck das Buch Eulen. Die rezenten und fossilen Formen. Aves, Strigidae und 1995 das Werk Schleiereulen in der Reihe Die Neue-Brehmbücherei. 1996 erschien seine Monographie Die palaearktischen Vögel – Geospezies und Biospezies in der Reihe Zoologische Abhandlungen des Museums für Tierkunde Dresden. 
1998 beschrieb Eck die Unterart Periparus ater martensi der Tannenmeise aus Nepal.
Ecks Frau Regine ist Entomologin. Mit ihr hatte er eine Tochter und einen Sohn.

## Dedikationsnamen
Nach Eck sind die Unterart Parus major ecki der Kohlmeise (1970), die Unterart Periparus ater eckodedicatus der Tannenmeise (2006) sowie die Unterart Lamprotornis acuticaudus ecki (1980) des Keilschwanz-Glanzstars benannt.